# Elecciones federales de México de 2021 en Quintana Roo
Las elecciones federales de México de 2021 en Quintana Roo se llevaron a cabo el domingo 6 de junio de 2021, y en ellas se renovaron los siguientes cargos de elección popular:
- 4 diputados federales. Miembros de la cámara baja del Congreso de la Unión. Cuatro elegidos por mayoría simple. Todos ellos electos para un periodo de tres años a partir del 1 de agosto de 2021 con la posibilidad de reelección por hasta tres periodos adicionales.

## Resultados electorales

### Diputados Federales por Quintana Roo

#### Diputados Electos
| Candidato                     | Partido | Distrito   | Tipo de elección |
| ----------------------------- | ------- | ---------- | ---------------- |
| Juan Luis Carrillo Soberanis  |         | Distrito 1 | Mayoría relativa |
| Alma Anahí González Hernández |         | Distrito 2 | Mayoría relativa |
| Willbert Alberto Batun Chulim |         | Distrito 3 | Mayoría relativa |
| Laura Lynn Fernandez Piña     |         | Distrito 4 | Mayoría relativa |

#### Resultados
|  | 40.37 % |

|  | 15.66 % |

|  | 10.53 % |

|  | 7.88 % |

|  | 5.47 % |

|  | 3.80 % |

|  | 3.64 % |

|  | 3.35 % |

|  | 3.25 % |

|  | 1.92 % |

|  | 3.96 % |

|  | 100 % |

## Resultados por Distrito

### Distrito 1. Playa del Carmen
|  | 47.40 % |

|  | 34.44 % |

|  | 6.32 % |

|  | 3.63 % |

|  | 2.51 % |

|  | 1.50 % |

|  | 4.04 % |

|  | 0.16 % |

|  | 100 % |

### Distrito 2. Chetumal
|  | 52.51 % |

|  | 28.15 % |

|  | 5.04 % |

|  | 5.03 % |

|  | 3.42 % |

|  | 2.06 % |

|  | 3.56 % |

|  | 0.22 % |

|  | 100 % |

### Distrito 3. Cancún
|  | 52.51 % |

|  | 17.13 % |

|  | 11.12 % |

|  | 7.56 % |

|  | 2.84 % |

|  | 1.38 % |

|  | 4.69 % |

|  | 0.15 % |

|  | 100 % |

### Distrito 4. Cancún
|  | 43.72 % |

|  | 33.57 % |

|  | 10.36 % |

|  | 3.84 % |

|  | 3.37 % |

|  | 1.20 % |

|  | 3.78 % |

|  | 0.17 % |

|  | 100 % |